# Эльбрус-4С
Эльбрус-4С — российский 64-разрядный универсальный микропроцессор производства компании МЦСТ при участии ИНЭУМ. Процессор производился на фабрике TSMC по технологии 65 нм, имел промышленный температурный диапазон и содержал 4 ядра на улучшенной архитектуре «Эльбрус» третьего поколения.
На 2021 год процессор более недоступен к заказу.

## История
На этапе разработки носил рабочее название Эльбрус-2S.
19 апреля 2014 года разработчик сообщил о завершении всего цикла испытаний микропроцессора и готовности его к серийному производству.
В начале 2015 года персональные компьютеры (АРМ) «Эльбрус-401» на базе процессора Эльбрус-4С (1891ВМ8Я) выпустило предприятие «Октябрь» (г. Каменск-Уральский), объём партии составил около 50 штук.
В конце марта 2015 на выставке «Новая электроника-2015» впервые продемонстрированы широкой публике компьютер АРМ «Эльбрус-401» и сервер Эльбрус-4.4 на базе Эльбрус-4С.
В 2015 году представлен сервер хранения данных BITBLAZE Elbrus 4450 4U на базе четырёх процессоров Эльбрус-4С.

## Применение
По мнению разработчиков, основной сферой применения процессора Эльбрус-4С будут являться серверы, настольные компьютеры, мощные встраиваемые вычислители, предназначенные для работы в сферах с повышенными требованиями к информационной безопасности. По заявлению разработчиков, компьютер на базе этого процессора обладает достаточной производительностью для решения офисных задач.
По состоянию на май 2015 доступен для заказа только АРМ «Эльбрус-401» (память 24 ГБ, жёсткий диск ёмкостью 500 ГБ), летом ожидается появление сервера Эльбрус-4.4. Заказы принимаются только от юридических лиц.
Первоначально отдельные СМИ сообщали о стоимости компьютеров Эльбрус-401 из тестовой партии в 200 тыс. рублей, но позже на BFM была озвучена цена машин первой опытной партии в 400 тысяч рублей.
В начале декабря 2015 «Ижевский радиозавод» начал производство компьютеров «Эльбрус-401» и передал первую партию из 80 компьютеров заказчику — МЦСТ.
Как пояснил представитель разработчика процессоров «Эльбрус» и заказчика ПК «Эльбрус» компании МЦСТ, произведенные в Ижевске ПК предназначены для пилотных проектов и внедрений, а также для разработчиков, которые желают заняться переносом своих разработок на платформу «Эльбрус».
В 2016 г. «Ижевский радиозавод» выполнил новые заказы по производству компьютеров «Эльбрус».

## Технические характеристики
| Тактовая частота                                                                  | 800 МГц                    |
| Число ядер                                                                        | 4                          |
| Пиковая производительность микросхемы, Gflops (64 разряда, двойная точность)      | 25                         |
| Пиковая производительность микросхемы, Gflops (32 разряда, одинарная точность)    | 50                         |
| Пиковая производительность микросхемы на смешанных вычислениях, GIPS (32 разряда) | 107                        |
| Кэш-память данных 1-го уровня, на ядро                                            | 64 КБ                      |
| Кэш-память команд 1-го уровня, на ядро                                            | 128 КБ                     |
| Кэш-память 2-го уровня (универсальная)                                            | 8 МБ                       |
| Организация оперативной памяти                                                    | До 3 каналов DDR3-1600 ECC |
| Пропускная способность каналов оперативной памяти                                 | 38,4 ГБ/с                  |
| Возможность объединения в многопроцессорную систему с когерентной общей памятью   | До 4 процессоров           |
| Каналы межпроцессорного обмена                                                    | 3, дуплексные              |
| Пропускная способность каждого канала межпроцессорного обмена                     | 12 ГБ/с                    |
| Площадь кристалла                                                                 | 380 мм2                    |
| Количество транзисторов                                                           | 986 млн.                   |
| Рассеиваемая мощность                                                             | До 60 Вт                   |
| Температурный диапазон                                                            | -60/ +85С                  |